# Will You Be There
"Will You Be There" là một bài hát của nghệ sĩ thu âm người Mỹ Michael Jackson nằm trong album phòng thu thứ tám của ông, Dangerous (1991). Nó được phát hành như là đĩa đơn thứ tám trên toàn cầu (thứ bảy tại Hoa Kỳ) trích từ album vào ngày 28 tháng 6 năm 1993 bởi Epic Records. Bài hát cũng xuất hiện trong album nhạc phim của Free Willy, như là bài hát chủ đề của bộ phim. "Will You Be There" được viết lời và sản xuất bởi Jackson với sự tham gia hỗ trợ đồng sản xuất bởi Bruce Swedien. Theo tiết lộ từ nam ca sĩ, ông đã viết nó trên "Cây yêu thương" tại Neverland Ranch, nơi bắt nguồn cho nhiều bài hát khác như "Heal the World" và "Black or White".
Đây được xem là một trong những đĩa đơn thành công nhất từ Dangerous, trụ vững trên top 40 bảng xếp hạng ở Anh quốc trong hơn 6 tuần. Tại Hoa Kỳ, nó đạt vị trí thứ 7 trên bảng xếp hạng Billboard Hot 100 và trụ vững trong top 10 trong 6 tuần. Đĩa đơn đã được chứng nhận đĩa Vàng từ Hiệp hội Công nghiệp ghi âm Mỹ (RIAA), công nhận 500 nghìn bản đã được tiêu thụ tại đây. Trên thị trường quốc tế, "Will You Be There" lọt vào top 5 tại Bỉ, Canada, New Zealand, Thụy Sĩ cũng như lọt vào top 10 ở nhiều thị trường khác.
Hai video ca nhạc khác nhau đã được thực hiện cho "Will You Be There". Phiên bản đầu tiên bao gồm những cảnh quay từ Free Willy và cảnh Jackson trình diễn nó trong chuyến lưu diễn Dangerous World Tour, trong khi video còn lại là màn trình diễn của Jackson tại chương trình kỷ niệm 10 năm thành lập kênh MTV và được đưa vào những ấn phẩm video là Dangerous: The Short Films và Michael Jackson's Vision. Bài hát đã được nam ca sĩ trình diễn tại chương trình kỷ niệm 10 năm thành lập kênh MTV cũng như xuyên suốt chuyến lưu diễn thế giới Dangerous World Tour (1992-93). Ngoài ra, nó cũng được hát lại bởi một số nghệ sĩ khác. Tại lễ trao giải Giải Điện ảnh của MTV năm 1994, bài hát đã giành giải "Bài hát hay nhất trong phim". Tuy nhiên, "Will You Be There" cũng là trung tâm của hai vụ kiện đạo nhạc.

## Danh sách bài hát
Đĩa CD và 12"
1. "Will You Be There" (radio chỉnh sửa) – 3:40
2. "Man in the Mirror" – 5:19
3. "Girlfriend" – 3:04
4. "Will You Be There" (album) – 7:40

Đĩa CD quảng bá
1. "Will You Be There" (radio chỉnh sửa) – 3:40

Đĩa 7" và cassette
1. "Will You Be There" (radio chỉnh sửa) – 3:40
2. "Will You Be There" (không lời) – 3:40

Đĩa đơn 3-inch
1. "Will You Be There" (radio chỉnh sửa) – 3:40
2. "Girlfriend" – 3:04

Đĩa đơn video
1. "Will You Be There" (video ca nhạc) - 3:38

## Xếp hạng
| Bảng xếp hạng (1993)                     | Vị trí cao nhất |
| ---------------------------------------- | --------------- |
| Áo (Ö3 Austria Top 40)                   | 11              |
| Bỉ (Ultratop 50 Flanders)                | 3               |
| Canada (The Record)                      | 3               |
| Canada (RPM)                             | 6               |
| Canada Adult Contemporary (RPM)          | 3               |
| Châu Âu (European Hot 100 Singles)       | 13              |
| Pháp (SNEP)                              | 29              |
| Đức (Official German Charts)             | 12              |
| Ireland (IRMA)                           | 6               |
| Hà Lan (Dutch Top 40)                    | 3               |
| Hà Lan (Single Top 100)                  | 3               |
| New Zealand (Recorded Music NZ)          | 2               |
| Anh Quốc (OCC)                           | 9               |
| Hoa Kỳ Billboard Hot 100                 | 7               |
| Hoa Kỳ Adult Contemporary (Billboard)    | 5               |
| Hoa Kỳ Hot R&B/Hip-Hop Songs (Billboard) | 53              |
| Hoa Kỳ Pop Airplay (Billboard)           | 3               |
| Bảng xếp hạng (2009)                     | Vị trí cao nhất |
| Úc (ARIA)                                | 42              |
| Đan Mạch (Tracklisten)                   | 14              |
| Thụy Điển (Sverigetopplistan)            | 22              |
| Thụy Sĩ (Schweizer Hitparade)            | 3               |
| Hoa Kỳ Hot Digital Songs (Billboard)     | 10              |

| Bảng xếp hạng (1993)                 | Vị trí |
| ------------------------------------ | ------ |
| Belgium (Ultratop 50 Flanders)       | 20     |
| Canada Top Singles (RPM)             | 46     |
| Canada Adult Contemporary (RPM)      | 19     |
| Europe (European Hot 100 Singles)    | 69     |
| Germany (Official German Charts)     | 45     |
| Netherlands (Dutch Top 40)           | 16     |
| Netherlands (Single Top 100)         | 24     |
| New Zealand (Recorded Music NZ)      | 21     |
| UK Singles (Official Charts Company) | 92     |
| US Billboard Hot 100                 | 47     |
| US Adult Contemporary (Billboard)    | 26     |

## Chứng nhận
| Quốc gia                                                                           | Chứng nhận | Số đơn vị/doanh số chứng nhận |
| ---------------------------------------------------------------------------------- | ---------- | ----------------------------- |
| New Zealand (RMNZ)                                                                 | Bạch kim   | 10.000*                       |
| Hoa Kỳ (RIAA)                                                                      | Vàng       | 500.000^                      |
| * Chứng nhận dựa theo doanh số tiêu thụ. ^ Chứng nhận dựa theo doanh số nhập hàng. |            |                               |